# Jakob Busk
Jakob Busk Jensen (* 12. září 1993 Kodaň) je dánský profesionální fotbalový brankář, který chytá za německý klub 1. FC Union Berlin. Je také bývalým dánským mládežnickým reprezentantem.

## Klubová kariéra
V Dánsku debutoval v profesionální kopané v dresu FC Kodaň v sezóně 2012/13. Z FC Kodaň odešel na hostování v roce 2014 do AC Horsens a v roce 2015 do norského klubu Sandefjord Fotball, což bylo jeho první zahraniční angažmá.

## Reprezentační kariéra
Jakob Busk nastupoval za dánské mládežnické reprezentační od kategorie U18. Zúčastnil se Mistrovství Evropy hráčů do 21 let 2015 konaného v Praze, Olomouci a Uherském Hradišti, kde byli mladí Dánové vyřazeni v semifinále po porážce 1:4 ve skandinávském derby pozdějším vítězem Švédskem. Na turnaji byl dánskou brankářsou jedničkou.